# Museu Egipci de Barcelona

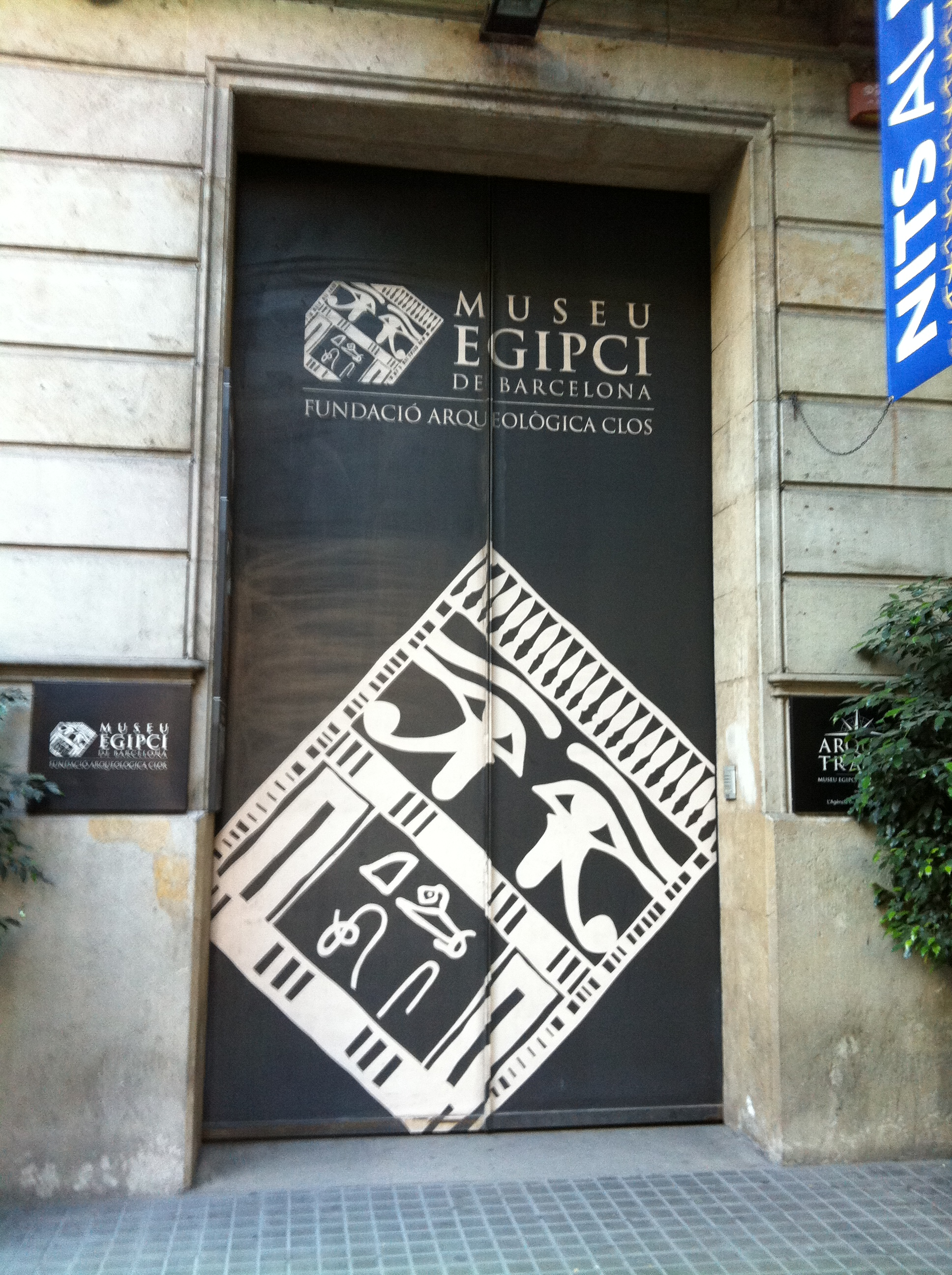
Entrada al museu

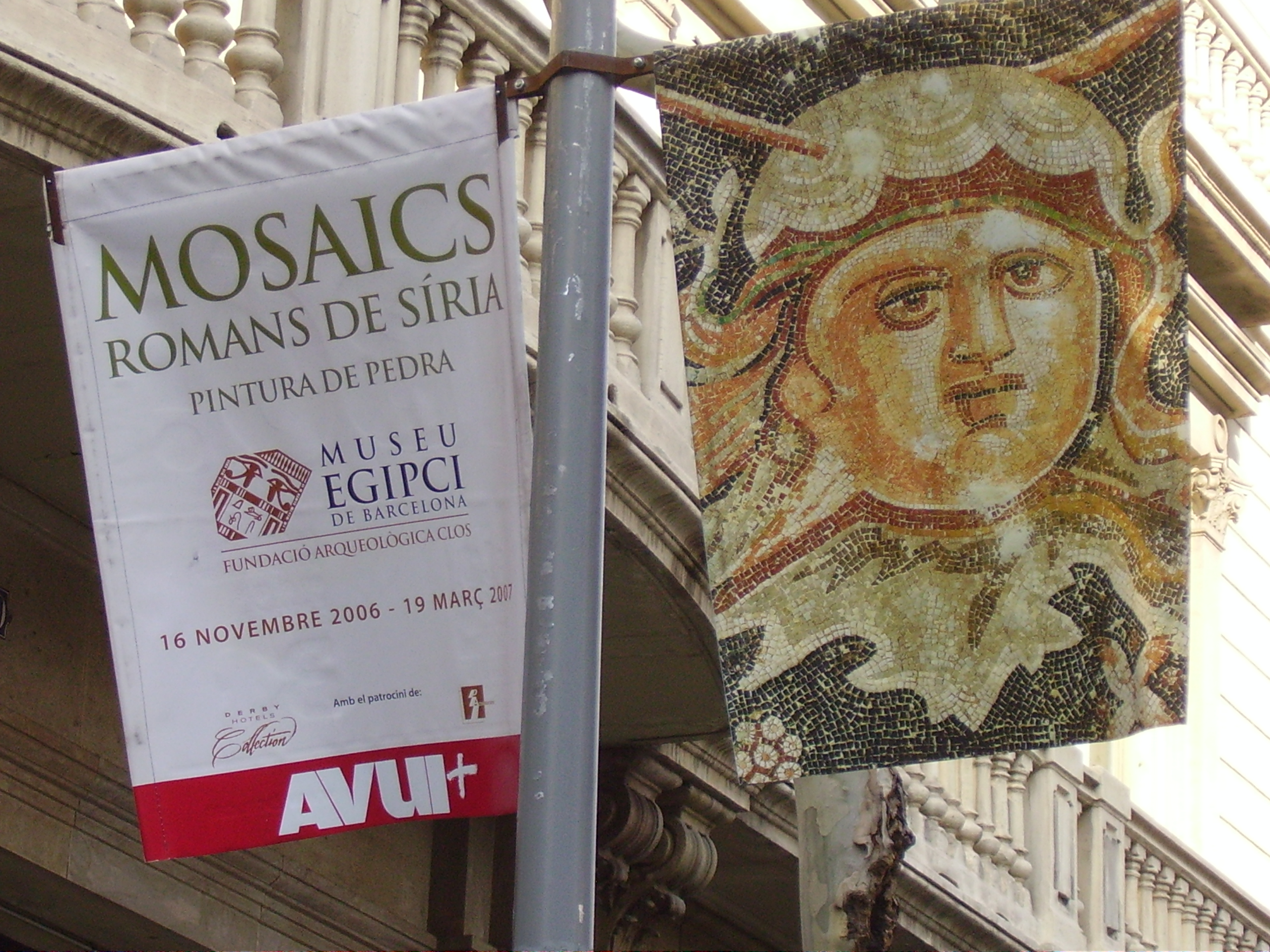
Cartell d'una exposició

El Museu Egipci de Barcelona, situat al carrer de València, 284 de Barcelona, pertany a la Fundació Arqueològica Clos, una entitat sense ànim de lucre fundada l'any 1992 per l'empresari Jordi Clos i Llombart. El seu objectiu és la promoció i difusió de l'art en general i l'arqueologia, especialment de l'antic Egipte.

## Història
El 1992, Clos va decidir exposar al públic la seva col·lecció privada de 70 peces d'arqueologia egípcia a l'Hotel Claris de Barcelona, convertint-se en la primera exposició permanent d'art egipci de la ciutat. A partir d'aquest moment, i veient el gran interès que hi despertava, va crear aquell mateix any la Fundació Arqueològica Clos, amb recursos totalment privats.
Dos anys després, el 23 de març del 1994, el Museu Egipci de Barcelona va obrir les portes a la Rambla de Catalunya, convertint-se en el primer museu monogràfic de temàtica faraònica a l'estat. A les seves instal·lacions s'exposaven al públic 300 obres, pertanyents principalment a temàtiques del món funerari i de les creences religioses. Aquell mateix any, i en col·laboració amb el Griffith Institute de la Universitat d'Oxford, es va crear l'exposició Tutankhamon, imatges d'un tresor sota el desert egipci, que va obtenir una excel·lent acollida per part del públic. L'increment del nombre dels visitants va fer les instal·lacions es quedessin petites. Per aquest motiu, l'any 2000 es van traslladar al carrer de València, fet que va permetre multiplicar els espais expositius i triplicar el nombre de peces en exposició.

## Museu
Les instal·lacions compten amb més de 2.000 m² distribuïts en tres plantes (dues allotgen la col·lecció permanent i una tercera es troba reservada exclusivament per a les exposicions temporals); tres aules de formació equipades amb tecnologia informàtica i la biblioteca, amb més de 10.000 documents. El museu està adaptat per a les persones minusvàlides, tots els ambients es troben comunicats mitjançant un ascensor i s'han eliminat les barreres físiques que dificulten l'accés i la circulació.

## Col·lecció permanent
El museu té una col·lecció permanent formada per més de 1.100 peces de l'antic Egipte, distribuïdes en diversos àmbits:

### Faraons
El Faraó era un personatge de gran poder a l'estat egipci que governava i dirigia el país, pel que es trobava en el grau més alt de la piràmide social: era el garant de l'ordre còsmic. Algunes peces en aquest àmbit són:
- L'estàtua del faraó Ramsès III[4] (1194-1163 aC): En aquesta estàtua, Ramsès III sosté un estendard diví, que va poder estar rematat amb la representació del carner d'Amon. El textos jeroglífics mostren els diferents noms del rei.

- El cap d'estàtua del faraó Nectabeu I[5] (380-362 aC): Nectabeu I va ser el fundador de la dinastia XXX, última dinastia nativa. Egipte no tornarà a gaudir d'una situació d'independència, amb líders autòctons, fins al segle xx. La identificació amb Nectabeu es basa en la comparació amb estàtues que conserven el nom d'aquest faraó.

- L'ushebti de Senkamanisken (643-623 aC): Després de l'abandonament d'Egipte pels faraons de la dinastia XXV, els seus descendents van seguir governant a Núbia. En la piràmide de Senkamaniskan (Nuri), es van trobar més de mil ushebtis del monarca.

- L'Estela de Donació en la que apareix Cleòpatra VII[6] (51-30 aC): La reina i el rei realitzen ofrenes a les divinitat Heka i Sekhmet. A partir de l'estudi del Dr. Jean Yoyotte, la reina ha estat identificada com Cleòpatra VII i el rei com a Ptolemeu XIII o Ptolemeu XIV.

### Altres personatges
Egipte representa un dels models d'estat més antics de la humanitat centralitzat en la figura del faraó i rodejat d'un gran nombre de funcionaris; molts d'ells els podem conèixer gràcies, en part, a peces com les que es troben en aquesta col·lecció.
Alguns exemples destacats són:
- L'estàtua cub de Huy[7] (1307-1196 aC): Bella i completa representació de Huy, del qual es desconeixen els seus títols, si és que en va tenir. Es tracta d'una peça molt emotiva, ja que els textos jeroglífics amb l'expressiva frase «... del seu fill, que fa viure el seu nom...», que va ser dedicada per un fill (l'escriba Huy) al seu difunt pare. De la mateixa forma, sobre la peça apareix el nom d'un altre fill, l'escriba Iny.

- L'estàtua del vigilant de la sala i inspector dels jardins d'Amon[8] (1550-1307 aC): El personatge, agenollat, sosté una estela amb un himne dirigit a Re-Haractes. Darrere seu, una altra estela conté un himne dirigit a Osiris i a Amon. Aquest tipus d'estàtues es trobaven a l'interior d'un nínxol foradat sobre la porta de les tombes privades tebanes.

- El cartonatge pertanyent a la Dama de la Casa Dyed-Montu-iues-anj[9] (945-715 aC): Des de l'Imperi Mitjà, el títol de Dama de la Casa va ser un dels més comuns per referir-se a les dones de l'elit. En les cases nobles, la Dama de la Casa era la responsable de la major part de les activitats domèstiques, com la fabricació de pa i cervesa, la cuina, el teixit, l'emmagatzematge de gra, la cuida de l'animal i la producció artesanal. En el cartonatge apareixen representades nombroses divinitats protectores, així com els textos jeroglífics que enuncia una característica fórmula de petició d'ofrenes i proporcionen el nom de la senyora i el del seu espòs.

- El grup escultòric integrat per tres personatges masculins[10] (715-332 aC): Es tracta d'un bon exemple d'estàtua tardana en la que s'han aplicat elements estilístics d'èpoques anteriors. A pesar dels textos jeroglífics redactats en la part posterior i en un del laterals, el seu estat de conservació no permet identificar el personatges.

### Joieria
En activitats creatives com la joieria, els egipcis van aconseguir assolir nivells inimaginables, sent els seus productes les mostres més evidents d'una sofisticada cultura i d'un domini exemplar de les diverses tècniques utilitzades. Al museu es poden observar exemples com:
- El cap en or del déu Osiris[11] (715-332 aC): Or, plata i electre van ser els metalls predilectes per a la fabricació de joies. L'or, amb la seva brillantor i incorruptibilitat, es relacionava amb el sol i amb el concepte d'immortalitat (així, la carn del déus era d'or). La plata es va relacionar amb la lluna; de plata eren també els ossos del déus. L'electre, en estat natural o produït artificialment, és un compost d'or i plata, pel que va assumir les funcions simbòliques d'ambdós metalls.

- L'anell d'or pertanyent a un personatge anomenat Sa-Neith[12] (664-525 aC): Es tracta d'una peça summament singular, de la que no existeixen més de mitja dotzena a tot el món (quant a mida i qualitat d'execució). El títols de Sa-Neith són els següents: Profeta i pare diví, Director de les capelles (de la deessa Neith), Sacerdot d'Horus, Aquell el qual les seves diademes són grans, Sacerdot wen-ra de Ptah, que l'estima, Senyor de la ciutat de Letòpolis (al delta; probablement la ciutat d'origen del propietari de l'anell).

- Pectoral d'esteatita[13] (1550-1070 aC): Peces com aquesta podien substituir l'escarabat del cor, assumint la funció de propiciar un judici just per a l'ànima del seu propietari. L'escarabat piloter va ser un dels animals que va aportar major simbologia a la cultura egípcia. Es va associar al sol i va ser considerat com un símbol de regeneració o d'autocreació.

### Pedra i ceràmica
Ja des del Període Predinàstic, el tractament de la pedra i la ceràmica va assolir un nivell tècnic i estètic molt alt, escassament superat durant l'època faraònica. Va ser en les creacions en pedra de tota classe on els egipcis van aprendre i van practicar les tècniques de treball que van aplicar a gran escala en les seves obres escultòriques i arquitectòniques. Es pot afirma que les produccions en pedra figuren com la vaixella de luxe per excel·lència, relegant la ceràmica a un paper secundari. Cal destacar:
- El recipient d'alabastre (2465-2150 aC):
- El bol de granodiorita (2920-2575 aC):

### Cosmètica i erotisme
L'atenció i la cura que els egipcis van dedicar als seus cossos es posa de manifest en la utilització de gran quantitat d'objectes i productes relacionats amb la cosmètica. En aquest sentit, destinat essencialment a augmentar l'atractiu d'homes i dones, no estaria exempt d'una certa càrrega d'erotisme. A pesar de tot, les representacions figurades o els textos escrits de caràcter eròtic sexual no són comuns en l'art i la literatura egipcis, almenys d'una forma massa directa. Per exemple:
- Un mirall amb la representació dels déus Osiris, Isis i Neftis[14] (715-332 aC): Els miralls egipcis tenien les superfícies de metall, generalment, coure, bronze o plata. Per la seva forma i brillantor, estaven associats simbòlicament amb el sol. Moltes d'aquestes peces eren entregades a divinitats femenines com a objecte de culte.

- Un reposacaps d'alabastre[15] (2040-1440 aC): Alguns objectes com el reposacaps resulten sorprenents i, finsd i tot, resulta complicat entendre que s'utilitzessin com a coixí per fer més còmode el descans. Sota la capçalera del reposacaps es pot apreciar la representació de dues mans obertes per rebre entre elles el cap.

- Un recipient de kohol de fusta, marfil i eben[16] (1550-1307 aC): Ungüents, perfums i pintura per a ulls van ser productes àmpliament utilitzats pels egipcis. El papirs mèdics enumeren llargues llistes de substàncies destinades a finalitats vàries (eliminació de l'olor corporal, hidratació de la pell, tractament d'arrugues i peques, prevenció de la caiguda del cabell, etc.). El producte més extens va ser el kohol (en egipci, mesdemet).

- Un llit de fusta (2920-2649 aC): A més de ser un indicatiu del nivell de confort amb el que comptaven les cases egípcies de l'elit, el llit també va ser utilitzat com a context relacionat amb les activitats sexuals. Mostra d'això són les figuretes femenines jacents sobre un jaç que a partir de l'Imperi Nou es van incorporar a les tombes per propiciar la regeneració del difunt.

### Pràctiques funeràries
Els egipcis consideraven que la mort era solament una interrupció temporal, ja que l'ésser humà tenia la possibilitat de viure eternament. Aquest privilegi, que en un principi afectava únicament als membre més importants de la societat, a poc a poc va acabar per estendre's a tots els habitants del país. Des del punt de vista ritual, la momificació del cos era el procés que condicionava en major mesura la possibilitat de la vida eterna. De la mateixa forma, l'individu deuria disposar d'una tomba o casa d'eternitat que acollís la seva mòmia, l'equipament necessari per a la seva subsistència i una zona de culte.
Vestigis d'aquesta cultura poden ser trobats en peces tals com:
- Una mòmia romana de les denominades retrats d'el Faium[17] (150-200 aC); Aquesta mòmia a la que s'ha rebatejat com la ‘Dama de Kemet', és una mostra tardana d'una de les activitats més singulars practicades pels egipcis. Sobre les seves venes s'al·ludeix mitjançant representacions divines al cicle de mort-ressurrecció-continuïtat de la vida, objectiu últim que es pretén per a ella.

- Una estatueta de bronze d'Isis i Osiris[18] (715-332 aC): Osiris, que va ser assassinat pel seu germà Set, va recobrar la vida gràcies a la seva esposa Isis, ressuscitant en el món del morts. Horus, fill dels dos, es va convertir en el seu hereu. La possibilitat de vida després de la mort concretada per Osiris va ser la base principal de les creences religioses i les pràctiques funeràries.

- Una capsa de fusta utilitzada com a contenidor de vísceres[19] (302-30 aC): Ricament decorada amb escenes i motiu de tipus religiós entre els quals destaquen diversos amulets (ulls udyat, pilar dyed, el nus d'Isis, el signe de la vida anj o el ceptre uas) També es pot apreciar una porta falsa, una escena amb la propietària de la capsa davant els quatre fills d'Horus i una altra amb les deesses Isis i Neftis flanquejant el fetitxe d'Abido, símbol del déu Osiris.

- Un taüt i mòmia de falcó en fusta[20] (715-332 aC): igual que els éssers humans, determinats animals també van ser momificats en ser considerats com a manifestacions terrenal dels déus. Així, el gat era l'animal sagrat de la deessa Bastis; l'ibis, de Tot; el cocodril de Sucos, i el falcó, d'Horus.

### Dependències funeràries
Les tombes egípcies eren considerades les cases d'eternitat del difunts. Per tant, les piràmides, les mastabes o les tombes rupestres van gaudir de gran importància. Peces relacionades amb aquest àmbit són:
- El taüt de fusta estucada i pintada (715-332 aC.): Per la mida i l'absència de la barba postissa, podria tractar-se del taüt d'un nen. És de destacar la conservació dels elements que componen la peces així com la presència de restes de l'embenatge de la mòmia.

- La part superior de la coberta del taüt en calcària (664- 525 aC.): A partir de l'Imperi Nou es va generalitzar l'ús del taüt antropoide. Aquesta peça fragmentària mostra en un treball de gran qualitat la part corresponent al rostre del difunt. El sexe masculí del personatge és deduïble a partir de les subjeccions per a la barba postissa.

- Una màscara funerària[21] (segle i aC): La màscara funerària cobria directament el cap i el tors de la mòmia. La seva funció més destacada era la de facilitar la identificació del difunt a partir de la reproducció dels seus trets facials. Sobre elles apareixen a més a més diversos elements ornamentals i divinitats protectores.

- El taüt del sacerdot Cnumhotep en fusta[22] (1991-1783 aC): El taüt de forma paral·lelepípede és característic dels Imperis Antic i Nou i de les tombes reials de l'Imperi Nou. Aquest exemplar compta amb textos jeroglífics dirigits a Osiris i Anubis que demanen una completa dotació d'ofrenes per al sacerdot Cnumhotep. Els ulls representats en un dels seus laterals permetrien al difunt observar el que passava al món exterior.

### La capella de culte
Al contrari que les cambres sepulcrals, la zona de culte funerari de les tombes egípcies era accessible per a les seves persones més properes o els responsables de realitzar les ofrenes necessàries per garantir la subsistència del difunt. Estàtues de substitució, esteles de “falsa porta”, taules d'ofrenes i representacions parietals de tota classe, són alguns dels elements més comuns que integren els espais culturals. El complex univers del culte egipci queda representat amb peces tals com:
- L'estela falsa porta de l'escriba Sebekemheb[23] (1391-1353 aC): L'estela de ‘falsa porta' va ser concebuda com una via de comunicació entre el món dels vius i els morts. Els ulls representats permeten al difunt veure el que passa a l'interior de la capella d'ofrenes i, si era necessari, podria sortir del recòndit àmbit sepulcral. Les escenes d'aquesta peça mostren a Sebekemheb i a la seva esposa davant els déus Osiris i Anubis. Sota d'ells diversos familiars porten ofrenes per als seus difunts.

- La taula d'ofrenes pertanyent a Inpu[24] (1550-1070 aC): La taula d'ofrenes era col·locada davant l'estela falsa porta a fi que el difunt pogués trobar allà els aliments necessaris per a subsistir en el Més Enllà. Les ofrenes, normalment, es representaven sobre la superfície.

- El fragment de relleu parietal amb un personatge noble decorant la seva tomba[25] (1307-1196 aC): Des de l'Imperi Antic, les parets de les capelles de culte van ser ocupades per representacions pintades o en relleu. En aquest cas, un personatge vestit amb la indumentària típica del visir, està decorant la que sembla la seva pròpia tomba. Amb la mà esquerra subjecta un element de difícil identificació i sota la cadira, es troba un altre, interpretable com un contenidor de papirs.

- La taula d'ofrenes de terracota (1191-1640 aC): Les taules d'ofrenes, normalment col·locades a l'interior de les capelles de culte davant l'estela falsa porta, servien de suport als aliments sòlids i líquids que el culte funerari assegurava als difunts.

- El con funerari del Cap dels Cervesers i dels Corrals d'Amon (1550-1070 aC): El con funerari és un producte típicament tebà. S'han trobat nombrosos exemplars associats a les tombes privades, desconeixent-se amb precisió la seva funció exacta. Els textos més habituals que mostren solen citar els noms i el títols de personatges importants.

### El culte en els temples
El temple egipci va ser concebut com la casa dels déus, una morada adequada per a la seva adoració. L'ésser humà devia mantenir l'ordre còsmic, demostrant el seu agraïment per haver-se-li permès habitar a la terra. Peces destacades són:
- El relleu parietal amb la representació del déu Amon (1550-1070 aC): Amon era el déu d'allò invisible, d'aquí que se li denomini ‘l'ocult'. En aquest baix relleu apareix entronitzat i lluint el seu característic tocat format per dues llargues plomes. Durant l'Imperi Mitjà i Nou, Amon va arribar a ser el déu legitimador de l'estat faraònic, protegint l'autoritat reial i l'imperi.

- La representació d'un faraó en forma d'esfinx en pedra calcària[26] (332-30 aC): L'esfinx egípcia sol interpretar-se com el resultat de la integració de dos poders: per un costat la força i el vigor que proporciona el cos dels lleó i, per l'altre, el rang diví o regi aportat pel cap de faraó o d'una divinitat. Aquest tipus de peces solien utilitzar-se com una ofrena votiva.

- L'estela funerària en fusta[27] (1070-715 aC): En aquesta estela es poden identificar els déus Re-Haractes i Atum, que reben ofrenes per part de la dama Taheru. En el text de major longitud, s'esmenten alguns dels seus familiars, el seu pare, el Pare diví d'Amon, a Karnak, anomenat Dyed-Hor, fill de Tairy.

### Déus d'Egipte
Els antics egipcis van adorar milers de déus; potser una de les facetes més característiques fora del culte que van rendir a certs animals, reflectit clarament en les seves creacions artístiques. Aquestes divinitzacions sempre estaven relacionades amb algun procés d'observació de la natura, transformant aquests éssers en l'encarnació dels déus. Exemples d'algunes peces del museu són:
- El cap de babuí en calcària[28] (1550-1307 aC): Aquestes representacions de babuins de grans dimensions freqüentment ornamentaven els temples, perquè es va considerar que aquests animals estaven íntimament relacionats amb el sol. Aquesta creença procedia de l'observació que aquests micos criden al clarejar, just quan l'astre solar s'eleva per l'horitzó.

- La representació de la deessa Bastet[29] (664-525 aC): Els gats van ser divinitzats i considerats protectors, donada la seva capacitat per caçar animals nocius (rosegadors, serps...). Això no obstant, la deessa Bastet no només tenia connotacions amables i maternal, a més podia transformar-se en un ésser posseït per la ira i cruel, pel que el seu caràcter es confonia amb el de Sacmis, la deessa lleona de la guerra.

- L'amulet del toro Apis[30] (664-525 aC): Diversos déus egipcis podies encarnar-se en el toro, encara que Apis va arribar a ser el més poderós i cèlebre. Cada any el sacerdots seleccionaven l'animal que consideraven l'encarnació del déus, per a finalment ser momificat i enterrat amb gran luxe. El culte a aquesta divinitat relacionada amb la fertilitat i la força va ser especialment intens en les èpoques més tardanes.

- L'estàtua de la deessa Tueris[31] (715-332 aC): Aquesta curiosa divinitat amb cos d'hipopòtam, peus i braços d'un lleó, pits humans i cola de cocodril, va ser la patrona de les dones durant l'embaràs i el part. Amb el seu aspecte ferotge, protegia a dones i nens dels éssers malignes.

- Representació de la divinitat Horus de Buto[32] (715-332 aC): Hi ha nombrosos aspectes del déu Horus que presentaven substancials diferències des del punt de vista iconogràfic. Aquesta peça n'és un exemple clar; es representa amb cos humà masculí i cap de lleó. En una plataforma figura un text dirigit a la deessa deltaica Uadjet.

## Exposicions temporals i itinerants
A partir de fons propis o d'altres entitats, el museu ha organitzat un considerable nombre d'exposicions temporals de temàtica variada:
- Sobre Egipte
  - Tutankhamon: Imatges d'un tresor sota el desert egipci, Museu Egipci de Barcelona. Del 19 de desembre del 1995 a l'11 de febrer del 1996 (Itineràncies: 65). Es tracta d'una mostra fotogràfica orientada especialment al públic familiar i escolar. Amb ella es pretén transportar als seus visitants a la història del descobriment de la tomba del faraó Tutankhamon, presentant els seus major protagonistes: Lord Carnarvon V, un noble anglès que va finançar l'excavació i que s'havia iniciat a l'arqueologia com a mer aficionat; i Howard Carter, l'arqueòleg que va buscar a Tutankhamon per tots els racons de la Vall dels Reis i que va ser el verdader artífex del descobriment.[33]
  - Presentació del Sarcòfag de Djed-Montu-Iues-Anj, la Dama de la Casa. Saló del Tinell (Barcelona), del 20 al 24 d'abril de 1995.
  - Passió per l'antic Egipte: Egipte a través de les col·leccions, Feria ArteBarna (Barcelona), del 7 al 15 de febrer del 1998.
  - Faraó d'Egipte: Reis de l'Eternitat, Fundació Caja Granada, del 9 de desembre de 1998 al 23 de gener del 1999.
  - Tauy: Les dues terres d'Egipte, Museu Egipci de Barcelona, del 14 de juny de 2001 al 15 de juliol del 2001.
  - La mòmia d'or: El retorn a la vida, Museu Egipci de Barcelona, del 26 d'octubre de 2001 al 7 d'abril del 2002.
  - Nil: Sagrat i profà, Museu Egipci de Barcelona, del 13 de maig de 2002 al 30 de juny del 2002.
  - La mirada de Nefertiti, Museu Egipci de Barcelona, del 19 de febrer de 2003 al 27 d'abril del 2003.
  - Dames del Nil: Dones i deesses de l'antic Egipte, Museu Egipci de Barcelona, del 12 de maig de 2004 a l'1 de novembre del 2004.
  - Egipte: El pas a l'eternitat (Des de l'any 2005 al 2009, 4 itineràncies: Museu Nacional de Colòmbia, Centre Cultural Caixa Terrassa, Museu Arqueològic i d'Història d'Elx, Centre d'Art d'Escaldes-Engordany). Formada per 73 peces del museu. Va ser dissenyada especialment per al Museu Nacional de Colòmbia, sent la primera exposició de temàtica faraònica realitzada en aquest país.
  - Joies de Faraons: Tresors de màgia, poder i bellesa, Museu Egipci de Barcelona, del 10 de març del 2005 al 10 de setembre del 2005.
  - Orfebreria Egípcia i disseny Contemporani, Museu Egipci de Barcelona, del 20 de juny del 2005 a l'1 de setembre del 2005.
  - Paraules divines: dels jeroglífics a l'egiptologia, Museu Egipci de Barcelona, del 9 de novembre del 2005 a l'1 de setembre del 2006 (Itineràncies 1).
  - Sarcòfags de l'Antic Egipte: Jardiners de Amon a la vall de les reines, Museu Egipci de Barcelona, del 13 de març del 2008 al 13 d'abril del 2009.
  - Secrets del Museu Egipci, Museu Egipci de Barcelona, del 20 de juliol del 2010 al 30 de desembre del 2010.
  - Moda i bellesa a l'antic Egipte, Museu Egipci de Barcelona, del 20 d'octubre del 2011 al 20 de juliol del 2012.
  - Tutankhamon: Història d'un descobriment, Museu Egipci de Barcelona, del 30 de novembre del 2012 al 31 de maig del 2013.

- Sobre altres cultures
  - El Secret del Tibet: Desvelant la civilització del sostre del món, Museu Egipci de Barcelona, del 14 de desembre del 2000 al 27 de maig del 2001 (Itineràncies 1). L'exposició pretén presentar al Tibet com un poble en les seves diferents variants culturals, històriques i religioses, on es troben curiositats completament desconegudes pel gran públic. El seu objectiu principal és donar a conèixer, d'una forma clara i rigorosa, els aspectes més rellevants de la cultura tibetana, apropant als visitants les línies bàsiques en les que es fomenta aquesta civilització tan fascinant.[34]
  - Mirant als déus: la vida quotidiana a l'Ameríndia, Museu Egipci de Barcelona, del 21 d'octubre al 15 de desembre del 2004 (Itineràncies 4).
  - Mosaics romans de Síria: pintura de pedra, Museu Egipci de Barcelona, del 16 de novembre del 2006 a l'1 de setembre del 2007 (Itineràncies 6).
  - Esquelets malalts: una visió de la malaltia a través del temps, Museu Egipci de Barcelona, del 5 de febrer del 2009 al 30 de setembre del 2009.
  - Art funerari precolombí: la passió de Tórtola Valencia, Museu Egipci de Barcelona, del 12 de desembre del 2009 al 30 de maig del 2010. (Itineràncies 1)

## Serveis

### Biblioteca
La biblioteca del museu posseeix un fons bibliogràfic amb més de 10.000 documents que daten des del segle xvi fins als nostres dies. Es conserven algunes destacades com l'edició completa de la Description de l'Égypte, sorgida de l'expedició napoleònica per terres egípcies a finals del segle xviii i correspon a la segona edició impresa a París entre els anys 1821 i 1829. La publicació més antiga és un exemplar de la primera edició de l'obra d'A. Kircher, Produmus Coptus sive Aegyptiacus, de 1636.
Un altre document destacat és una carta manuscrita dirigida per l'egiptòleg italià Ippolito Rosellini al seu mestre i amic J.F. Champollion. En una de les seves cares apareix el destinatari i els segells postals dels serveis de correu italià i francès; en l'altra, lleugerament deteriorada per la retirada del segell lacrat, és apreciable el segell amb la data d'arribada a Grenoble (15 d'octubre del 1826).

### Escola d'egiptologia
El museu disposa de la seva pròpia escola d'Egiptologia de cicle superior, que va néixer l'any 2000 com el primer centre privat d'aquest ensenyameny a l'estat, atorgant un diploma i un màster en Llengua, Història i Cultura de l'Antic Egipte. La formació es completa amb un viatge a Egipte al final de cada cicle.

### Campus arqueològic
El Campus Arqueològic, situat a la localitat de Palau-solità i Plegamans, es va inaugurar l'abril del 2002 amb l'objectiu de donar a conèixer al públic general i als escolars en particular, la metodologia d'una excavació arqueològica. L'equip tècnic del museu ha recreat tres arqueoespais que reprodueixen diversos jaciments egipcis a escala real, possibilitant el desenvolupament de la investigació, del descobriment i del treball en equip, a més de promoure el coneixement de l'antic Egipte a través de l'arqueologia.
Els participants experimenten tots i cada un dels passos que es donen a una excavació real, des de la topografia de la zona, la quadriculació del jaciment, l'excavació per estrats, la documentació de les troballes en fitxes reals d'excavació, la fotografia i el dibuix arqueològic; així com l'elaboració d'un diari d'excavació en el cas d'activitats de llarga durada.
Els tres jaciments recreats per l'equip tècnic del museu són la Necròpolis del Predinàstic (4000-3200 aC) amb sis tombes de fosa que contenen cadascuna d'elles una mòmia i tot un aixovar funerari; la Toma de l'Imperi Nou –corresponent a la dinastia XVIII- que reprodueix un enterrament familiar on es troben diferents generacions amb tot l'equipament funerari propi d'aquell període; i, per acabar, la rèplica de la Tomba original de Sennedyem, un artesà que va treballar a la Vall dels Reis durant els regnats de Seti I i Ramsès II.

### Philae Theatrum
Philae Theatrum és la companyia de teatre amateur del museu, fundada el 1997 amb la finalitat de divulgar de forma amena el coneixement de l'Egipte faraònic combinant l'aspecte lúdic, didàctic i artístic.

## Recerca

### Missions arqueològiques
- Investigacions arqueològiques en el jaciment de Kom al-Ahmar, Sharuna (Egipte Mitjà) 2006-2012.[43] En col·laboració amb l'Institut Egiptològic de la Universitat de Tübingen, Alemanya. El projecte té com a objectiu l'excavació i l'estudi del sector sud de la necròpolis de l'Imperi Antic i de l'ocupació copta en Deir el Qarabin, ambdós jaciments situats a la zona d'Al Kom al-Ahmar, propera a l'actual ciutat de Sharuna (a 60 quilòmetres al nord de Minia). Kom al-Ahmar va ser la capital de 18è només de l'Alt Egipte.

- Projecte d'excavació i restauració de la Piràmide de Meidum (Egipte) 1997-2004.[44] En col·laboració amb la Universitat Autònoma de Barcelona i la Universitat Politècnica de Catalunya, la fundació va traçar un complex projecte d'intervenció arqueològica en Meidum basat en l'elaboració d'un mapa topogràfic general del jaciment i una prospecció sistemàtica d'una projecte de restauració de les mastabes número 16 i 17, corresponents a la tomba del príncep Nefermaat i la seva esposa Itet.
- Projecte d'excavació En busca de los Faraons negres (Sudan) 1995-1996.[45] La fundació va excavar a Dyebel Barkal (Karima), jaciment arqueològic situat a l'altura de la quarta cascada. Com a resultat de les prospeccions, es va localitzar una tomba reial i diverses tombes privades que van ser excavades i degudament documentades.
- Projecte d'excavació catalano-egipcia a Oxirrinc (El Bahnasa, Egipte) 1992-1994.[46] La fundació va participar, juntament amb la Universitat de Barcelona, en l'execució de les tres primeres campanyes arqueològiques en el jaciment d'Oxirrinc, situat a uns 180 quilòmetres al sud d'El Cairo. Els treballs d'excavació es van centrar a la necròpolis Saïta i en la documentació de diversos arquitectònics de la ciutat grecoromana.

D'entre tots els projectes, el més significatiu és l'estudi interdisciplinari realitzat a la mòmia romana coneguda com a la Dama de Kemet. El treball es va iniciar l'any 1998 sota la direcció del doctor Félix Escalas (Hospital Quirón Barcelona) i va tenir continuïtat el 2004 sota la direcció del doctor Albert Isidro (Hospital Universitari Sagrat Cor). Els objectius eren avaluar la salut i les causes de la mort de La dama de Kemet, així com obtenir-ne l'ADN mitocondrial. A partir de la tomografia computada, el doctor Wesly Neville, especialista en medicina forense dels EUA, va realitzar la reconstrucció facial de la Dama de Kemet. Amb això es va demostrar la relació entre el retrat del personatge (col·locat sobre els cap de la mòmia) i les restes humanes conservades
A més, es va poder conèixer que la dama tenia uns 15-16 anys al moment de la seva mort, edat que correspondria a una dona jovençana. Mesurava un 160 cm i la seva estructura era esvelta, de trets fins. Va ser momificada de forma sofisticada per a l'època en què va viure, com s'aprecia per la tècnica empleada i la decoració del recobriment d'estuc. Per això podem deduir que va pertànyer a una classe corresponent amb l'alta burgesia.
El febrer del 2003, el museu va restaurar la vestidura fúnebre d'un egipci anomenat Bes, permetent la recuperació d'una obra que pràcticament podria haver-se donat per perduda. El fragment de la vestidura fúnebre es troba incomplet, en un format equiparable a una «L» invertida, quan en origen hauria d'haver tingut una forma rectangular. L'element central és la figura del difunt ossificat, una imatge que va estar flanquejada per dos registres verticals delimitats per línies negres, que contenen jeroglífics pintats també en negre. Per tant, la possible proposta de restitució passaria per seguir el criteri que predominava la composició simètrica dels elements representats a la vestidura fúnebre.
Un altre projecte va ser el treball d'obertura i restauració-conservació del Papir de la dama Bary, el qual va estar a càrrec de Domènec Palau i Tana Andrades. Aquests van aconseguir obtenir un llarg fragment de papir (uns 4 metres) a partir de tres peces gruixudes de papir enrotllat, que va ser l'estat en el qual hi va ingressar l'any 2002. A partir d'allà, va ser possible determinar el nom de la seva propietària, una senyora anomenada Bary, i la reconstrucció hipotètica de la peca. Es tractava del capítol 168B del Llibre dels Morts, un fragment d'excepcional raresa, ja que no està integrat en les quatre seccions en les quals s'agrupen els gairebé 200 capítols que componen l'elenc complet; pel que només va ser sol·licitat en casos molt puntuals.